# Kalimabenge
 Kalimabenge est une rivière de la ville d'Uvira au Sud-kivu en république démocratique du Congo.
Elle prend sa source dans les  hauts plateaux de Minembwe(dans la chaine de Mitumba),et  se jette dans le lac Tanganyika.